# 폴 팬저

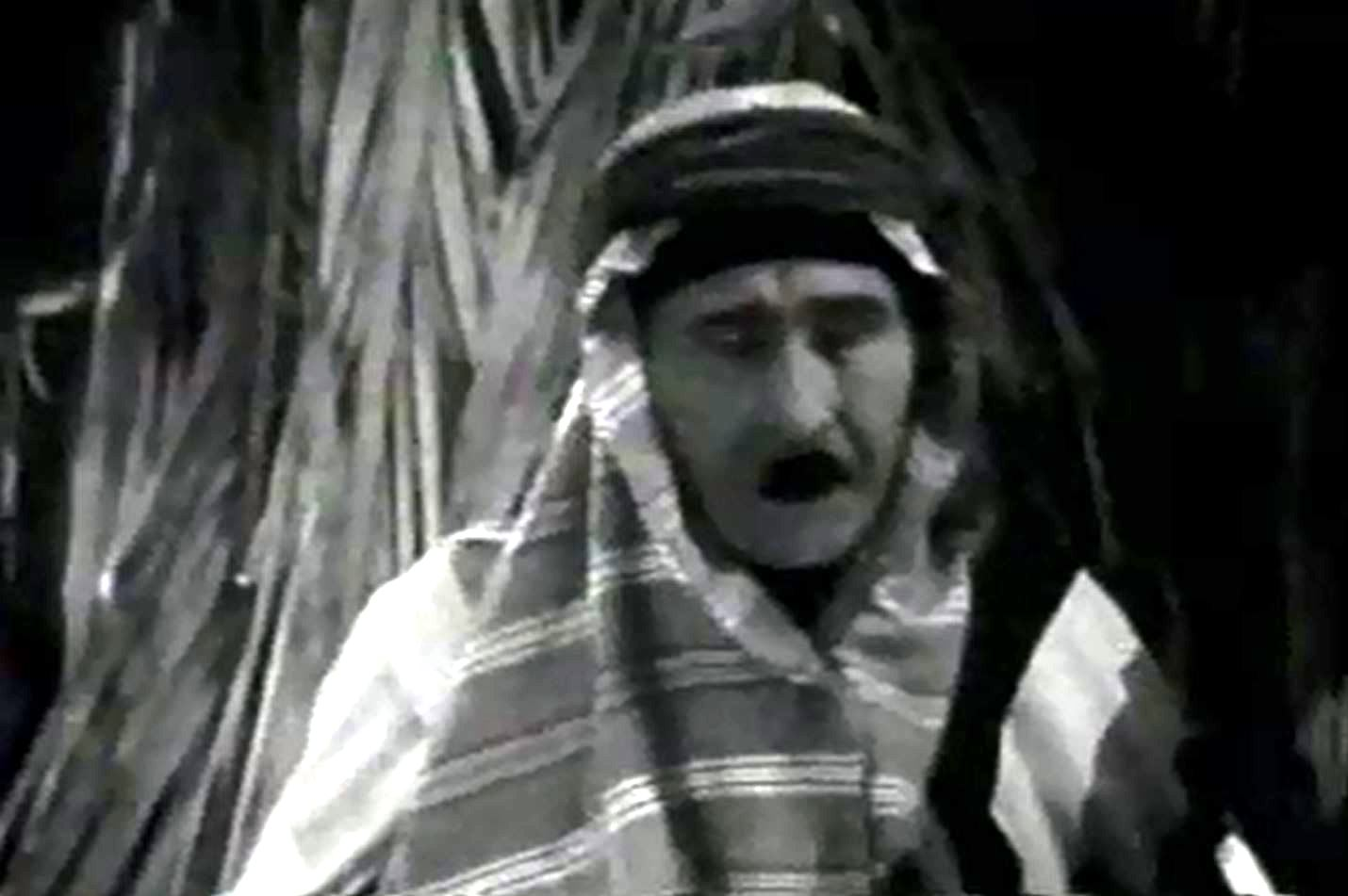

폴 팬저(Paul Panzer, 1872년 11월 3일 ~ 1958년 8월 16일)는 독일의 영화배우이다.
뷔르츠부르크에서 태어났으며 할리우드에서 사망하였다.

## 영화
- 위닝 팀 (1952년)
- 열차 안의 낯선 자들 (1951년)
- 밤에서 밤으로 (1949년)
- 투 더 빅터 (1948년)
- 폴라인의 모험 (1947년)
- 크로크 앤 대거 (1946년)
- 유머레스크 (1946년)
- 스톨렌 라이프 (1946년)
- 밀드레드 피어스 (1945년)
- 쉐인 온 하베스트 문 (1944년)
- 맨파워 (1941년)
- 데이 뉴 왓 데이 원티드 (1940년)
- 바보의 기쁨 (1939년)
- 국제 범죄 (1938년)
- 골드 디거 인 파리 (1938년)
- 해피 랜딩 (1938년)
- 찰리 찬 앳 더 올림픽 (1937년)
- 꼬마 외교관 (1937년)
- 리틀 파이어니어 (1937년)
- 더 그레이트 오맬리 (1937년)
- 키드 갈라드 (1937년)
- 워킹 데드 (1936년)
- 케인 앤 마블 (1936년)
- 오일 포 더 램프 오브 차이나 (1935년) - 오일 마츠오 종업원 역
- 쉽메이트 포에버 (1935년)
- 스윗 애더라인 (1934년)
- 검은 고양이 (1934년)
- 더 키드 프럼 스페인 (1932년)
- 후피! (1930년)
- 타잔 - 프랭크 메릴 편 2 (1929년)
- 폴라인의 모험 (1914년)
- 오델로 (1908년)